# Miloš Crnobrnja
Miloš Crnobrnja, hrvaški general, * 12. februar 1921, † 1997.

## Življenjepis
Leta 1941 je vstopil v NOVJ in KPJ. Med vojno je bil politični komisar več enot.
Po vojni je končal Višjo letalsko vojaško akademijo JLA in bil politični komisar divizije, pomočnik poveljnika za MPV v korpusu,...

## Odlikovanja
- Red zaslug za ljudstvo
- Red bratstva in enotnosti